# Arhiducesa Maria Anna Josepha de Austria
Maria Anna Josepha de Austria (n. 20 decembrie 1654, Viena – d. 4 aprilie 1689, Viena) aparținând Casei de Habsburg, a fost arhiducesă a Austriei și contesă a Palatinatului prin căsătoria cu Johann Wilhelm al Palatinatului, ducesă de Neuburg și Jülich-Berg.

## Biografie
Maria Anna Josepha a fost fiica împăratului romano-german Ferdinand al III-lea (1608–1657) și a celei de-a treia soții a sa, Eleonora Gonzaga (1630–1686), fiica ducelui Carol al II-lea Gonzaga. Maria Anna Josepha a fost sora vitregă a împăratului Leopold I, care era căsătorit cu Eleonora-Magdalena de Pfalz-Neuburg din 1676 și care intenționa să strângă legăturile dintre casa Pfalz-Neuburg și familia imperială.
Maria Anna Josepha s-a căsătorit pe 25 octombrie 1678 la Wiener Neustadt cu Johann Wilhelm de Pfalz-Neuburg (1658–1716), din Casa de Wittlesbach, cunoscut sub numele „Jan Wellem”, fratele împărătesei Eleonora (căsătorită cu împăratul Leopold I). Datorită căsătoriei cu fiica împăratului Ferdinand al III-lea, Johann Wilhelm a devenit Duce de Jülich și Berg în 1679 pentru a putea deveni prinț domnitor. Ceremonia de nuntă a fost săvârșită de arhiepiscopul Leopold Karl de Kollonitsch care, în memoria acestei nunți și a căsătoriei Eleonorei, sora Mariei Anna, a dat ordin să ridice monumentul „Coloana Mariei” în piața principală din orașul Wiener Neustadt.
După căsătorie cei doi s-au stabilit la Düsseldorf ducând acolo o viață fastuoasă. Johann Wilhelm a fost guvernatorul orașului în numele tatălui său și s-a opus cu tărie Reformei protestante și de aceea și-a creat mulți dușmani printre principii imperiali protestanți. În ceea ce privește relația cu rudele spaniole ale soției sale, Johann Wilhelm, apăsat permanent de probleme financiare, a încercat în zadar să obțină postul de guvernator al Olandei spaniole. 
Maria Anna a murit de tuberculoză la vârsta de 34 de ani în timpul unei vizite la curtea imperială din Viena și a fost înmormântată în Cripta Capucinilor. Cei doi fii ai ei au murit imediat după naștere în 1683, respectiv 1686.